# Conognathus platon
Conognathus platon är en fjärilsart som beskrevs av Felder 1862. Conognathus platon ingår i släktet Conognathus och familjen tjockhuvuden. Inga underarter finns listade i Catalogue of Life.